# 持田村 (島根県)
持田村（もちだむら）は、島根県八束郡にあった村。現在の松江市福原町、坂本町、川原町、東持田町、西持田町にあたる。

## 地理
- 山岳：真山[1]

## 歴史
- 1889年（明治22年）4月1日、町村制の施行により、島根郡東持田村、西持田村、福原村、坂本村、川原村が合併して村制施行し、持田村が発足[1][2]。
- 1896年（明治29年）4月1日、郡の統合により八束郡に所属[2]。
- 1953年（昭和28年）4月1日、松江市に編入され廃止[1][2]。

## 産業
- 農業（米、蔬菜、スイカ）、木材、薪木[1]